# 'Patafísica

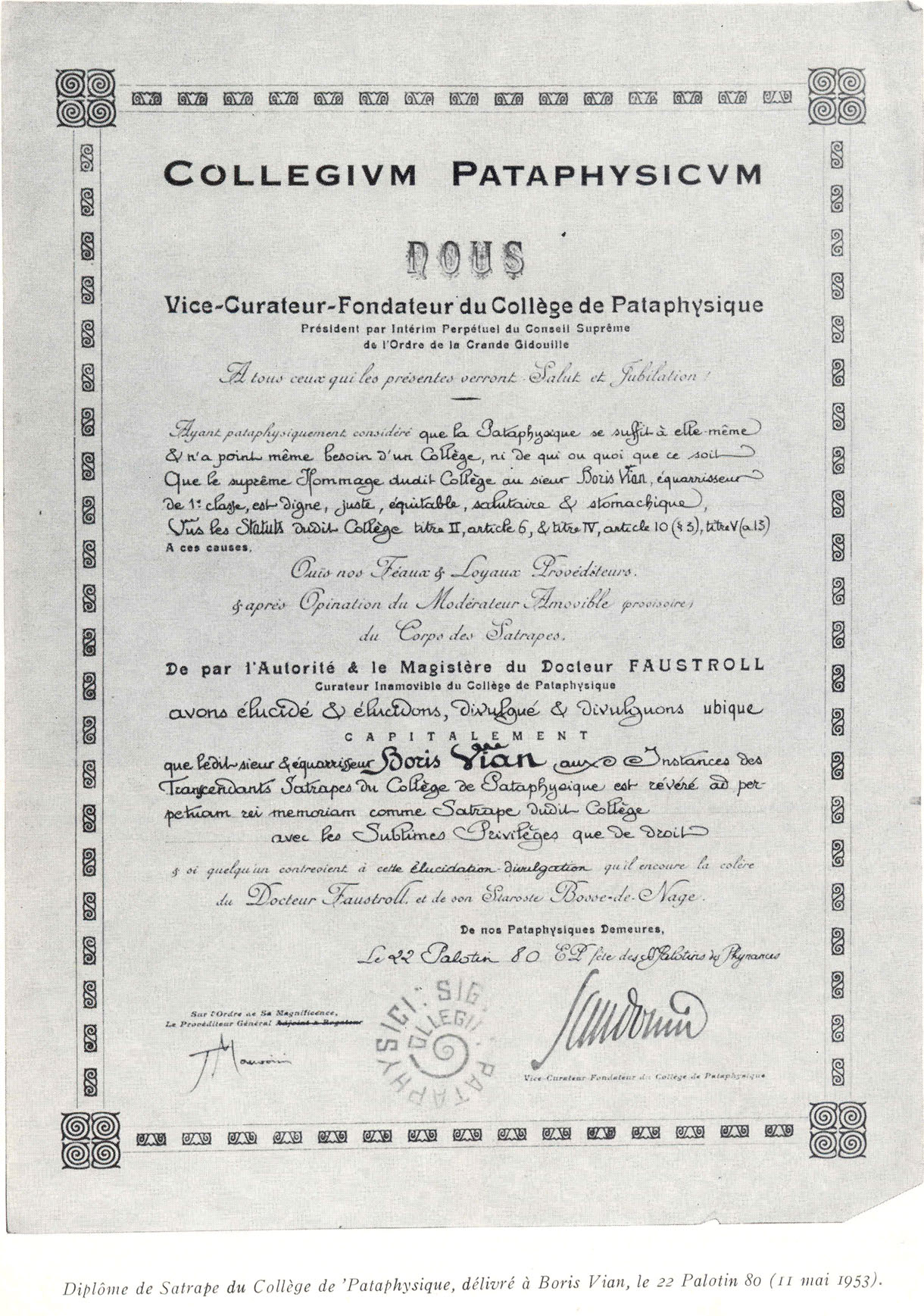
Reprodução do diploma de membro do Colégio de Patafísica de Boris Vian.

A ’patafísica (do grego, ἐπὶ τὰ μετὰ τὰ φυσικά - epì tà metà tà phusiká: "além da física") é a ciência das soluções imaginárias e das leis que regulam as exceções, a fim de explorar os campos negligenciados pela física e metafísica, conforme o escritor e dramaturgo francês Alfred Jarry (autor de obras como Ubu Rei e Dr Faustroll), frequentemente expressa por meio de uma linguagem aparentemente nonsense, um modo pessoal e anárquico de explicar o absurdo da existência.
O grupo tinha um pai espiritual e reunia o barão Mollet (amigo de Jarry e de Guillaume Apollinaire), Michel Leiris, Eugène Ionesco, Pascal Pia, Jacques Prévert.

## Etimologia
Literalmente o termo ’patafísica, é a contração do grego antigo ἐπὶ τὰ μετὰ τὰ φυσικά - epì tà metà tà phusiká, que significa "o que está acima do que está além da física" (metafísica). Além disso, Jarry indica que o apóstrofo, que precede o nome, serve para evitar o que seria um "trocadilho fácil" (em francês), e faz remontar essa ciência a Hipócrates de Quio e a Sofrótato, o armênio.

## Escola
O Colégio de ’Patafísica, fundado em 1948, publica uma revista, Viridis Candela, na qual apareceram, entre outros, os primeiros textos de Ionesco, vários textos inéditos de Boris Vian, Jarry e Julien Torma, bem como os primeiros trabalhos do grupo Oulipo. Marcel Duchamp também foi "sátrapa" do Collégio de 'Patafísica, em 1953.
Gilles Deleuze (sobretudo em Critique et clinique et L’Île Déserte) desenvolve a ideia de que ao criar a patafísica, Jarry abriu caminho para a fenomenologia.